# 轻驾车赛马
轻驾车赛马是一种賽馬方式，賽馬時马匹要以特定的步态奔跑，而且跑的時候，馬後面還要拴著一个两轮小车，車上還必須有駕駛員。